# Bellmount
Bellmount – wieś w Anglii, w hrabstwie Norfolk. Leży 71 km na zachód od Norwich i 142 km na północ od Londynu.